# Anna Jansson

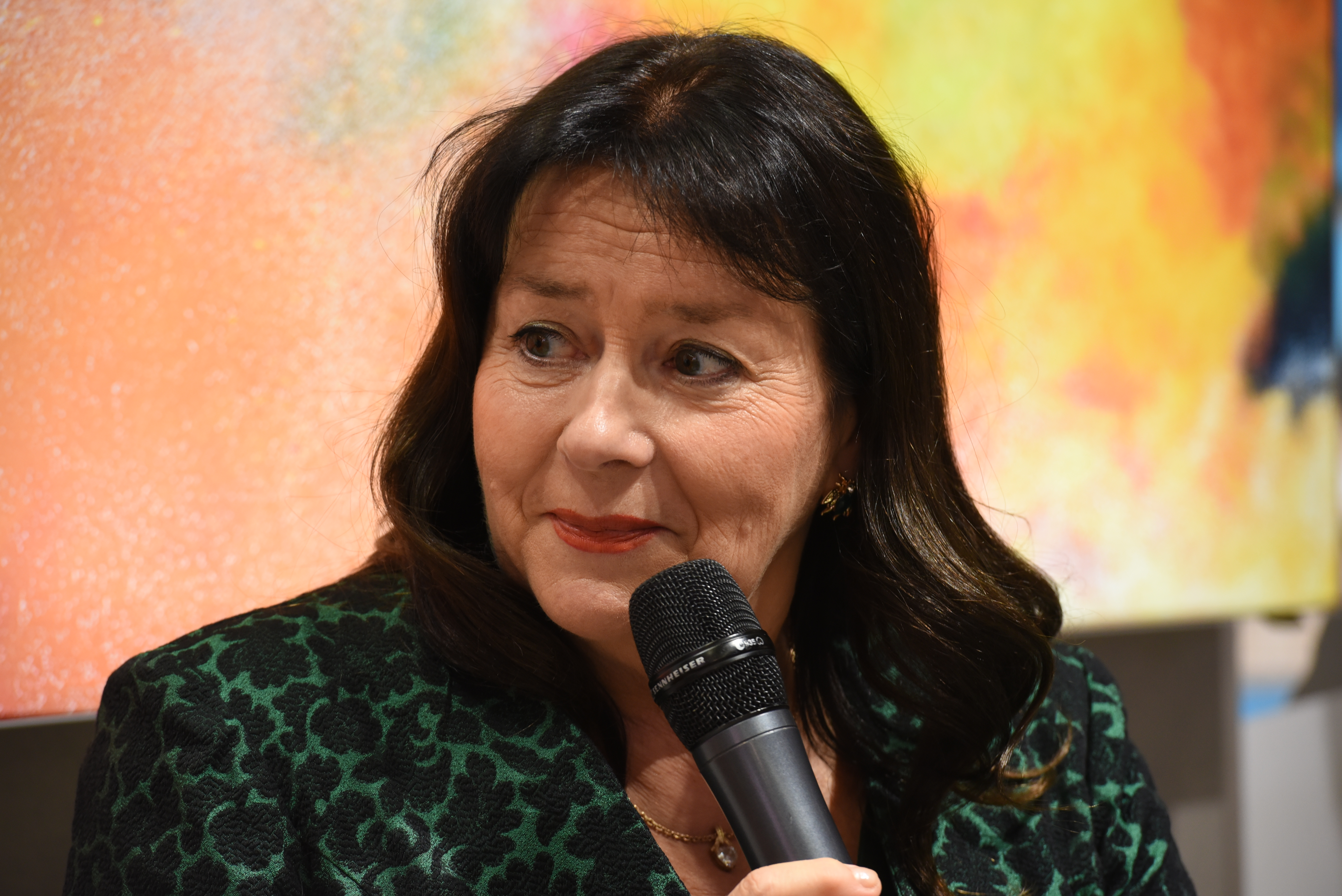
Anna Jansson na Targach Książki w Göteborgu w 2018 roku

Anna Jansson (ur. 13 lutego 1958 w Visby) – szwedzka pisarka, autorka powieści kryminalnych i książek dla dzieci. 

## Życie i twórczość
Przez dwadzieścia pięć lat pracowała jako pielęgniarka, z czego osiemnaście w Örebro.
Zadebiutowała w 2000 roku powieścią Stum sitter guden, pierwszą części serii powieści kryminalnych o komisarz Marii Wern, których akcja rozgrywa się przede wszystkim na Gotlandii, gdzie dorastała Jansson. Seria ta przyniosła jej popularność i wydano ją w 17 krajach. Na jej podstawie powstał również serial z Evą Röse w roli głównej.
W 2010 roku Anna Jansson wydała pierwszą część serii książek dla dzieci napisanej dla wydawnictwa Rabén & Sjögren. Jej głównym bohaterem jest Emil Wern – detektyw, syn Marii Wern. Jesienią 2019 roku wydała pierwszą część serii powieści kryminalnych o komisarzu Kristofferze Barku. 

## Twórczość

### Powieści o komisarz Marii Wern
- 2000 – Stum sitter guden, wydana w Polsce pod tytułem Milczenie bogów[3], tłum. Justyna Kwiatkowska, BookBeat, 2022.
- 2001 – Alla de stillsamma döda, wydana w Polsce pod tytułem Tajemnice zmarłych[4], tłum. Justyna Kwiatkowska, BookBeat, 2022.
- 2002 – Må döden sova
- 2003 – Silverkronan, wydana w Polsce pod tytułem Ofiary z Martebo, tłum. Magdalena Wiśniewska, Wrocław: Wydawnictwo Dolnośląskie Oddział Publicat, 2014.
- 2004 – Drömmar ur snö, wydana w Polsce pod tytułem Kruchy lód, tłum. Magdalena Wiśniewska, Wrocław: Wydawnictwo Dolnośląskie Oddział Publicat, 2014.
- 2005 – Svart fjäril, wydana w Polsce pod tytułem Czarny motyl, tłum. Magdalena Wiśniewska, Wrocław: Wydawnictwo Dolnośląskie Oddział Publicat, 2015.
- 2006 – Främmande fågel, wydana w Polsce pod tytułem Skrzydlata śmierć, tłum. Irena Muszalska, Wrocław: Wydawnictwo Dolnośląskie Oddział Publicat, 2016.
- 2007 – Pojke försvunnen, wydana w Polsce pod tytułem Zaginiony, tłum. Irena Muszalska, Wrocław: Wydawnictwo Dolnośląskie Oddział Publicat, 2017.
- 2008 – Inte ens det förflutna, wydana w Polsce pod tytułem Sekrety przeszłości,[5] tłum. Justyna Kwiatkowska, BookBeat, 2022.
- 2009 – Först när givaren är död, wydana w Polsce pod tytułem, Ostatnia wola[6], tłum. Diana Hasooni-Abood, Justyna Kwiatkowska, BookBeat, 2023.
- 2010 – Drömmen förde dej vilse
- 2011 – Alkemins eviga eld
- 2012 – När Skönheten kom till Bro
- 2013 – Dans på glödande kol, wyd. pol. Taniec na rozżarzonych węglach[7], tłum. Justyna Kwiatkowska, BookBeat, 2023.
- 2014 – Skymningens barfotabarn, wyd. pol. Dzieci zmierzchu[8], tłum. Justyna Kwiatkowska, BookBeat, 2024.
- 2015 – Alla kan se dig
- 2016 – Rädslans fångar
- 2017 – Det du inte vet
- 2018 – Kvinnan på bänken
- 2018 – Döden är alltid sann
- 2019 – Mitt hjärta är ditt
- 2020 – Dödslistan
- 2021 – Galgbergets väktare

### Powieści o komisarzu Kristofferze Barku
- 2019 – Dotter saknad
- 2020 – Skuggan bakom dig
- 2021 – Dansa min docka

### Inne
- 2003 – Dömd för mord
- 2007 – I stormen ska du dö
- 2008 – Hantverkarsvett är dyrare än saffran
- 2014 – Ödesgudinnan på Salong d'Amour, wydana w Polsce pod tytułem Salon d'Amour, tłum. Elżbieta Ptaszyńska-Sadowska, Poznań: Wydawnictwo Media Rodzina, 2015.
- 2016 – Farlig sanning
- 2017 – Kärleksdans i obalans
- 2016 – Svärmödrar utan gränser
- 2018 – En otippad kärlekshistoria

### Książki dla dzieci

#### Dla wydawnictwa Bonnier utbildning
- Ditt och mitt, 2007
- Ingen att vara med, 2007
- Modigt Mia, 2007
- Monster finns, 2007
- Kojan, 2007
- Mia frågar chans, 2007
- Det brinner, 2007
- En varulv, 2007

#### Seria o Emilu detektywie, dla wydawnictwa På Rabén & Sjögren
- Silverskatten, 2010
- Klasskassan, 2010, wydana w Polsce pod tytułem Pieniądze klasowe, tłum. Katarzyna Piotrowska, Poznań: Papilon – Publicat, 2011.
- Riddarnas kamp, 2010, wydana w Polsce pod tytułem Waleczni rycerze, tłum. Katarzyna Piotrowska, Poznań: Papilon – Publicat, 2011.
- Bankrånet, 2010
- Förbjudna sopor, 2011
- Ficktjuven, 2011
- Skeppets gåta, 2012
- Spökhuset, 2012
- Piratens ö, 2013
- Emil Wern – Pysselbok, 2013
- Falskt spel, 2013
- Lillebror försvunnen, 2014
- Julklappstjuven, 2014
- Brevtjuven, 2015
- Mystiska meddelanden, 2016
- Katt-tjuven, 2017
- Lotterifusket, 2018
- Cykeltjuven, 2019
- Guldringens gåta, 2020